# E3 Harelbeke 2006
De E3 Harelbeke 2006 was de 49e editie van de wielerklassieker E3 Harelbeke en werd verreden op zaterdag 25 maart 2006. Tom Boonen kwam na 198 kilometer als winnaar over de streep. Hij won deze eendaagse wielerkoers in België voor de derde keer op rij.

## Wedstrijdverloop
In Zwevegem kreeg een kopgroep van 26 renners vorm. Deze kopgroep kreeg van het peloton slechts anderhalve minuut cadeau. Vooraan begon stelselmatig een uitputtingsslag over de hellingen in de Vlaamse Ardennen.
Op de Paddestraat in Velzeke, een kasseistrook relatief vroeg in de koers, reed wereldkampioen Tom Boonen (Quick-Step) plots lek. De Belg, winnaar van de twee voorgaande edities, keerde terug in het peloton.
Op de Eikenberg in Maarkedal vertrok Jurgen Van den Broeck (Discovery Channel) uit de kopgroep van oorspronkelijk 26 renners. De jonge Belg kreeg het gezelschap van de Colombiaan Marlon Pérez (Tenax) en de 22-jarige Duitser Marcus Burghardt (T-Mobile). Burghardt gold als een opkomend wielertalent. Veertien renners vonden nog aansluiting.
De favorieten openden de finale op de Taaienberg. De Duitser Andreas Klier (T-Mobile), een jaar eerder nog tweede achter Tom Boonen in de Ronde van Vlaanderen en in 2003 winnaar van Gent-Wevelgem, vond het welletjes en demarreerde. De versnelling van Andreas Klier zorgde voor wat onrust in het peloton. De kop van de wedstrijd, die volledig uit elkaar was gevallen, werd bijgehaald en vervolgens netjes achtergelaten door Klier en compagnie. Kliers ploegmaat Burghardt, Anthony Geslin (La Française des Jeux) en Christian Murro (Tenax), twee lieden uit de omvangrijke kopgroep van 26, konden Klier bijbenen op de Oude Kruisens in Ronse.
Klier, Burghardt, Geslin en Murro werden op de Oude Kruisens bestookt door de wereldkampioen, Tom Boonen, en diens landgenoten Peter Van Petegem (Lotto) en Staf Scheirlinckx (Cofidis). Reden was een demarrage van Boonen op de Oude Kruisens, dewelke Boonen samen met Van Petegem en Scheirlinckx naar de kop van de wedstrijd moest brengen. Dat gebeurde niet, waarna een groep van vijftig renners (ofwel wat overbleef van de voorwacht van het peloton) opnieuw samensmolt.
De beslissende versnelling kwam van de Italiaan Alessandro Ballan (Lampre). Op de Paterberg in Kluisbergen versnelde Ballan uit het sterk uitgedunde peloton. Boonen was de enige die Ballan kon volgen. Nog 38 kilometer kregen de renners voor de wielen. Andreas Klier ging in de tegenaanval en kreeg Peter Van Petegem als metgezel, wat later gevolgd door nog elf renners. Tom Boonen en Alessandro Ballan telden een voorsprong van veertig seconden aan de voet van de Côte de Trieu, de voorlaatste beklimming. Op dat moment bestond de achtervolgende groep uit negentien renners. Ze kwamen geen seconde dichter op de leiders. Op de kasseistrook van de Varentstraat in Anzegem hadden Boonen en Ballan anderhalve minuut voorsprong.
Bij de achtervolgers demarreerde de Belgische favoriet Leif Hoste (Discovery Channel) op de Tiegemberg, de laatste heuvel van de dag. Zijn landgenoot Bert De Waele (Landbouwkrediet) en de Nederlander Aart Vierhouten (Skil-Shimano) konden Hoste nog volgen. Hoste, Vierhouten en De Waele draaiden soepel rond, maar bij de leiders geraakten ze niet meer. Met ruim een minuut bonus reden Boonen en Ballan onder de boog van de laatste kilometer door. Boonen kwam uit het wiel van Ballan en sprintte naar zijn derde opeenvolgende zege in de E3. Aart Vierhouten werd derde op iets meer dan anderhalve minuut.

## Uitslag
| E3 Harelbeke 2006 |                   |                         |          |
| Plaats            | Naam              | Ploeg                   | Tijd     |
| Winnaar           | Tom Boonen        | Quickstep-Innergetic    | 4u43'38" |
| 2                 | Alessandro Ballan | Lampre-Fondital         | + 2"     |
| 3                 | Aart Vierhouten   | Skil-Shimano            | + 1' 32" |
| 4                 | Bert De Waele     | Landbouwkrediet-Colnago | z.t.     |
| 5                 | Leif Hoste        | Discovery Channel       | z.t.     |
| 6                 | Marcus Ljungqvist | Team CSC                | + 1' 42" |
| 7                 | Luca Paolini      | Liquigas                | z.t.     |
| 8                 | Roger Hammond     | Discovery Channel       | z.t.     |
| 9                 | Peter Van Petegem | Davitamon-Lotto         | z.t.     |
| 10                | Baden Cooke       | Unibet.com              | z.t.     |